# Nevěsta na úprku
Nevěsta na úprku (v anglickém originále My Big Fat Geek Wedding) je 17. díl 15. řady (celkem 330.) amerického animovaného seriálu Simpsonovi. Scénář napsal Kevin Curran a díl režíroval Mark Kirkland. V USA měl premiéru dne 18. dubna 2004 na stanici Fox Broadcasting Company a v Česku byl poprvé vysílán 30. prosince 2006 na stanici ČT2.

## Děj
Seymour Skinner a Edna Krabappelová chystají svatbu. Každý z nich pořádá rozlučku se svobodou – Edna v domě Simpsonových, kde jí dělají striptéry Duffman a polonahý šéf Wiggum, a ředitel Skinner U Vočka s Homerem. Na večírku však Skinner přizná, že má pochybnosti o tom, zda si Ednu vezme. Když se svatba koná v tělocvičně Springfieldské základní školy, Edna se dozví, že si ji Skinner nechce vzít, a z obřadu uteče, zatímco Skinner se ji snaží dohonit. 
Poté, co je svatba zrušena, se Homer a Marge snaží Skinnera a Ednu znovu zasnoubit, ale zastaví to Homerovy a Marginy vlastní manželské problémy. Edna vrátí Komiksákovi svatební dar a zjistí, že je to zajímavý muž. Homer přiměje Skinnera, aby Edně zahrál serenádu pomocí kapely složené z Barta, Milhouse a Martina. Dozví se ale, že Komiksák a Edna jsou do sebe zamilovaní. Rodina se vydá na Bi-Mon-Sci-Fi-Con, aby se konfrontovala s Komiksákem, kde uvidí tvůrce Simpsonových Matta Groeninga. Komiksák požádá Ednu o ruku a v místnosti je připraven falešný klingonský svatební obřad na téma Star Trek. Skinner, převlečený za Catwoman (kterou považoval za Catmana), bojuje s Komiksákem. Edna jejich souboj přeruší a prohlásí, že si nevezme ani jednoho z nich. Když Komiksákovi řekne, jak se bavili, ale jsou velmi rozdílní, přijme její rozhodnutí. Skinner je ale stále naštvaný. Později v domě Simpsonových Homer požádá Marge o nový sňatek, který je veden v klingonštině, a ona souhlasí (i když omylem odsouhlasí i klingonskou výchovu pro jejich děti).

## Přijetí
Ve Spojených státech díl během premiéry sledovalo 9,2 milionu diváků. Dne 4. prosince 2012 byl díl vydán na Blu-ray a DVD jako součást box setu The Simpsons – The Complete Fifteenth Season. Členové štábu Ian Maxtone-Graham, Max Pross, Kevin Curran a Mike Reiss se podíleli na audiokomentáři k této epizodě na DVD.
Colin Jacobson z DVD Movie Guide k dílu uvedl: „Vztah Skinnera a Edny mě nikdy nijak zvlášť nezaujal, takže Nevěsta začíná v červených číslech. Z tohoto deficitu se nikdy úplně neodrazí, protože nedokáže najít příliš inspirace. Pár úsměvných momentů se cestou objeví, ale ne dost na to, aby to díl vykoupilo.“.
Server Simbasible napsal, že díl „pro geeky zklamáním ukončil vztah Skinnera a Edny“.